# アドニス (ミュージシャン)
アドニス（Adonis、出生名：マイケル・A・スミス (Michael A. Smith)、現在の法律上の名前：アドニス・M・スミス (Adonis M. Smith)、1963年1月4日 - ）は、アメリカ合衆国の先駆的なアシッド・ハウスのミュージシャン。アドニスは、初期のシカゴ・ハウスの楽曲である「No Way Back」や「We're Rockin Down the House」によって、最もよく知られている。

## 経歴
シカゴのウエスト・サイドに生まれ育ったアドニスは、幼くして音楽に触れるようになった。彼は、アメリカン音楽院で、コンテンポラリー・ジャズを学んだ。その後、いくつかのR&Bバンドでベース・ギターを演奏していたが、ジェシー・サンダースの「On and On」を聞いたことがきっかけで、シカゴのハウス・シーンへと入っていった。
彼は、マイケル・A・スミスとして、クロックワーク (Clockwork) というバンドのメンバーとなった。彼らは1984年にポスト・ディスコ・ブギーの楽曲「I'm Your Candy Girl」を録音した。
アドニスが1986年にリリースした「No Way Back」は、シカゴ・ハウスを代表する最も影響力が大きかった楽曲のひとつと考えられている。この曲のシングルは、10万枚以上を売り上げたと推定されており、2014年に『ローリングストーン』誌が選んだ「シカゴ・ハウスのレコード・ベスト20 (the 20 best Chicago house records)」において、第14位に入った。

## おもなディスコグラフィ

### アドニス名義
- "No Way Back" (single) (1986, Adonis Recordings)
- "We're Rocking Down the House" (single) (1986, Adonis Recordings)
- "Acid Poke" (single) (1988, Desire Records)
- "H.O.U.S.E." (featuring M. C. Kodak) (single) (1988, Black Market Records)
- "Do You Wanna Jack" (as Gentry Ice) b/w "Lost in the Sound" (single) (1989, Jack Trax)

### The Endless Poker's
- "! The Poke !" (single) (1987, D.J. International Records)

### Clockwork
- "I'm Your Candy Girl" (single) (1984, Private I Records)
- "Night Life" (single) (1985, The Network)
- "Feela-La-La" (single) (1987, City Street Records)

### Jack Frost & The Circle Jerks
- "Two The Max" lp (1988, Adonis Recordings)